# パネル柄
パネル柄（パネルがら）は、布の柄スタイルの一つで、モチーフを一つの柄で表現したものである。パネルとは「1仕切、1区画、1わく」の意味がある。
多く見られる総柄と違い繰り返しがなく絵画的な感じで、例としてはアニメのシーンを描いた物や、キャラクターが大きくプリントされている物などがある。
トランクス、ネクタイ、ハンカチ、タオルなどの布製品に多く使われている。
トランクスの場合、使われる柄にはキャラクター物がほとんどで、ブランド物、メーカー物などではごく一部であまり見かけられない。多く使われている総柄とはスタイルが異なる。
総柄では太腿と先端部分の裾のラインにも柄がそのまま使われているが、パネル柄の場合は柄とは別に濃い目の単色を使用している。（例：背景が青や水色の場合、ライン部分のみ濃い藍色）また、総柄とは違い股間・お尻別々のプリントがされている。
大人用・子供用とあるが、デザインや品質が大きく異なる。子供用が幼稚なデザインで、大人用は上品で派手なデザインとなっている。ただし、場合によっては大人・子供用共通のデザインもある。